# Théâtre Maisonneuve
Le Théâtre Maisonneuve est l’une des six salles de spectacle qui se trouve dans le complexe de la Place des Arts située au cœur du Quartier des spectacles à Montréal (Québec). Version moderne du théâtre à l’italienne, la salle est dotée d’une grande scène multifonctionnelle très polyvalente, ainsi qu’une fosse d’orchestre pouvant accueillir 45 musiciens.
La salle compte 1 453 sièges et accueille chaque année de nombreux spectacles de danse, d'humour, de théâtre, ou encore des artistes de partout à travers le monde.
Plusieurs spectacles y sont présentés dans le cadre de différents festivals tels que les Francos de Montréal, le Festival international de Jazz de Montréal, Juste pour rire. Les Grands Ballets Canadiens et la compagnie Danse Danse présentent aussi annuellement certaines de leurs productions.

## Historique
Le Théâtre Maisonneuve a été inauguré en 1967 et porte le nom du fondateur de Montréal, Paul Chomedey, sieur de Maisonneuve. 